# Cantone di Montbéliard
Il cantone di Montbéliard è una divisione amministrativa francese dell'arrondissement di Montbéliard, situato nel dipartimento del Doubs nella regione della Borgogna-Franca Contea.
È stato costituito a seguito della riforma approvata con decreto del 25 febbraio 2014, che ha avuto attuazione dopo le elezioni dipartimentali del 2015.

## Composizione
Comprende i 4 comuni di:
- Bart
- Courcelles-lès-Montbéliard
- Montbéliard
- Sainte-Suzanne